# Parc Nacional de Færder
El Parc Nacional de Færder (en noruec: Færder nasjonalpark) és un parc nacional situat al municipis de Færder, al comtat de Vestfold, Noruega. És sobretot un parc marí, i inclou algunes illes i zones costaneres. A l'est, les fronteres del parc limiten amb el Parc Nacional de Ytre Hvaler. Færder té una superfície de 340 km², de les quals 325 són de mar i 15 són de terra. El parc va ser establert el 23 d'agost de 2013. Inclou una gran part de l'arxipèlag de Bolærne, així com el protegit far de Færder i les ruïnes del Far de Store Færder, amb els seus edificis protegits associats.